# Love Me in Black
Love Me In Black je šesté studiové album německé rockové zpěvačky Doro, dříve zpěvačky skupiny Warlock.

## Seznam skladeb
1. „Do You Like It?“ - 03:05
2. „Brutal and Effective“ - 03:13
3. „Love Me in Black“ - 04:49
4. „Pain“ - 04:19
5. „Tausend Mal Gelebt“ - 04:37
6. „Terrorvision“ - 02:27
7. „I Don't Care“ - 03:43
8. „Kiss Me Good-Bye“ - 04:54
9. „I Want You Back“ - 04:51
10. „Long Way Home“ - 05:05
11. „Barracuda“ - 03:10
12. „Poison Arrow“ - 03:57
13. „Prisoner Of Love“ - 04:29
14. „Like An Angel“ - 04:15